# 碾伯街道
碾伯街道，是中华人民共和国青海省海东市乐都区下辖的一个乡镇级行政单位。
2021年11月29日，青海省人民政府批准撤销碾伯镇，设立碾伯街道、岗沟街道。

## 行政区划
碾伯街道下辖以下地区：
朝阳山社区居委会、古城东大街居委会、古城西大街居委会、新乐东大街居委会、新乐西大街居委会、怡春居委会、水磨营居委会、东门巷村、东关村、北一村、北二村、城中村、河门村、西门村、下寨村、上寨村、东庄村、后营村、黄家村、徐家沙沟村、八家村、王家村、苏家村、八里桥村、沙坝村、下李家村、河湾村、前庄村、后庄村、邓家庄村、杨家门村。